# Дорман, Ли
Дуглас Ли Дорман (англ. Douglas Lee Dorman; 15 сентября 1942 — 21 декабря 2012) — американский бас-гитарист, наиболее известен как участник групп Iron Butterfly и Captain Beyond.

## Биография
Родился в Сент-Луисе, штат Миссури. В 1960 году перебрался в Сан-Диего, штат Калифорния. В подростковом возрасте начал играть на бас-гитаре. В 1967 году, вместе с гитаристом Эриком Бранном присоединяется к группе Iron Butterfly и участвует в записи альбома In-A-Gadda-Da-Vida. Во время записи альбома Дорман помогал Бранну с аранжировкой песни «Termination», соавтором которой он являлся. В 1971 году Ли Дорман вместе с гитаристом Ларри Рейнхардтом и бывшим вокалистом Deep Purple, Родом Эвансом создаёт группу Captain Beyond, в составе которой он играл до 1973 года. После этого Дорман на какое-то время отошёл от музыкальной индустрии. В 1977 году он вернулся в реформированный состав Iron Butterfly, где играл с небольшими перерывами вплоть до своей смерти в 2012 году. В то же время Ли стал участником обновлённого состава Captain Beyond, с которой записал её последний альбом Dawn Explosion.
Дорман умер естественной смертью в своём автомобиле в Лагуна-Нигель, штат Калифорния. Он стал вторым участником состава In-A-Gadda-Da-Vida, до него был Эрик Бранн в 2003, а после него ушёл из жизни Рон Буши в 2021 году и Дуг Ингл в 2024 году.

## Дискография

### Iron Butterfly
Студийные альбомы
- In-A-Gadda-Da-Vida (1968)
- Ball (1969)
- Metamorphosis (1970)

Концертные альбомы
- Live (1970)
- Fillmore East 1968 (2011)

### Captain Beyond
Студийные альбомы
- Captain Beyond (1972)
- Sufficiently Breathless (1973)
- Dawn Explosion (1977)

Концертные альбомы
- Far Beyond a Distant Sun – Live Arlington, Texas (1973)